# ボブ・ルール
ボビー・フランク・ルール (Bobby Frank Rule, 1944年6月29日 - 2019年9月5日) は、アメリカ合衆国の元プロバスケットボール選手。身長206cm、体重100kg。ポジションはセンター。

## 経歴
カリフォルニア州リバーサイドで生れたルールは地元のリバーサイド・コミュニティ・カレッジに進学し、州の最優秀選手に選ばれるなど活躍した。その後コロラド州立大学に転校し、1966年にチームをNCAAトーナメントに導いた。コロラド州立大学では2年間で平均15.4得点9.2リバウンドを記録した。
1967年、ルールはNBAドラフト全体19位で創設間もないシアトル・スーパーソニックスに入団した。1年目からチームの主力として活躍し、平均18.1得点9.5リバウンドの好成績でオールルーキー1stチームに選ばれた。平均18.1得点は2008年にケビン・デュラントによって破られるまで40年間ソニックスの新人記録であった。また1試合47得点はソニックス（及び後身のオクラホマシティ・サンダー）の新人記録として今なお破られていない。
2年目の1968-69シーズン、ルールは平均24.0得点11.5リバウンドをあげ、リーグを代表するセンタープレイヤーへと成長を遂げた。翌1969-70シーズンは、自己最高となる平均24.6得点に10.3リバウンドの成績でオールスター出場を果たした。シーズン中のフィラデルフィア・76ers戦では当時の球団記録となる49得点をあげるなど、40得点以上を計5回記録した。
迎えた1970-71シーズン、ルールは開幕3試合で平均32.7得点13.7リバウンドと絶好調のスタートを切ったが、4試合目のポートランド・トレイルブレイザーズ戦でアキレス腱断裂の重傷を負い、シーズンの残りを全休した。翌年に復帰したものの以前のパフォーマンスを取り戻すことはなく、シーズン途中でフィラデルフィア・76ersにトレードされた。76ersでは最初のシーズンで平均17.3得点を記録するなど復活の兆しを見せたが、再び怪我の影響で満足にプレーできなくなり、平均得点も1桁台となった。その後クリーブランド・キャバリアーズ、ミルウォーキー・バックスを渡り歩き、1974年に現役を引退した。
NBAでの成績は、403試合の出場で通算7,007得点3,333リバウンド（平均17.4得点8.3リバウンド）であった。
ルールは2019年、故郷のリバーサイドにて75歳で死去した。

## 個人成績

### レギュラーシーズン
| Season   | Team     | GP  | MPG  | FG%  | FT%   | RPG  | APG | SPG | BPG | PPG  |
| -------- | -------- | --- | ---- | ---- | ----- | ---- | --- | --- | --- | ---- |
| 1967–68  | SEA      | 82  | 29.6 | .489 | .658  | 9.5  | 1.2 | –   | –   | 18.1 |
| 1968–69  | SEA      | 82  | 37.9 | .469 | .682  | 11.5 | 1.7 | –   | –   | 24.0 |
| 1969–70  | SEA      | 80  | 37.0 | .463 | .714  | 10.3 | 1.8 | –   | –   | 24.6 |
| 1970–71  | SEA      | 4   | 35.5 | .480 | .833  | 11.5 | 1.8 | –   | –   | 29.8 |
| 1971–72  | SEA      | 16  | 15.2 | .363 | .535  | 3.4  | 0.4 | –   | –   | 7.1  |
| 1971–72  | PHI      | 60  | 33.1 | .445 | .695  | 8.0  | 1.8 | –   | –   | 17.3 |
| 1972–73  | PHI      | 3   | 4.0  | .000 | –     | 0.7  | 0.3 | –   | –   | 0.0  |
| 1972–73  | CLE      | 49  | 9.0  | .382 | .645  | 2.2  | 0.8 | –   | –   | 2.9  |
| 1973–74  | CLE      | 26  | 20.8 | .396 | .739  | 4.0  | 1.8 | 0.5 | 0.4 | 7.2  |
| 1974–75  | MIL      | 1   | 11.0 | .000 | –     | 0.0  | 2.0 | 0.0 | 0.0 | 0.0  |
| Career   | Career   | 403 | 29.4 | .461 | .686  | 8.3  | 1.5 | 0.4 | 0.4 | 17.4 |
| All-Star | All-Star | 1   | 13.0 | .333 | 1.000 | 4.0  | 0.0 | –   | –   | 5.0  |